# روز سعدی
طبق مصوبه شورای عالی انقلاب فرهنگی، روز «اول اردیبهشت» یادروز سعدی می‌باشد. کوروش کمالی سروستانی، مدیر مرکز سعدی‌شناسی که اولین‌بار پیشنهاد نام‌گذاری اول اردیبهشت به عنوان روز سعدی را ارائه کرده در باره این اتفاق گفته است: «به روایتی، سعدی گلستان و بوستان را در اردیبهشت‌ماه سال‌های ۶۵۵ و ۶۵۶ هجری سروده است. چنان‌که در دیباچه گلستان آمده است: «در فصل ربیع که صولت برد آرمیده بود و ایام دولت ورد رسیده». در همین دیباچه، سعدی بیت الهام‌بخش «اول اردیبهشت‌ماه جلالی» را نیز آورده است؛ 
«به‌همین دلایل، پیشنهاد نامگذاری اول اردیبهشت‌ماه به‌نام سعدی با اجماع ادیبان و پژوهشگران روبه‌رو شد و در سال ۱۳۷۶ اعلام و 
نخستین مراسم بزرگداشت یادروز سعدی در اول اردیبهشت ۱۳۷۷ در آرامگاه سعدی با حضور گسترده سعدی‌شناسان، سعدی‌پژوهان، سعدی‌دوستان و هنرمندان برگزار شد»

## برگزاری سخنرانی های علمی در یادروز سعدی
| سال برگزاری | سخنرانان | پوستر                        |
| ----------- | --- | ---------------------------- |
| ۱۳۷۷        | غلامحسین ابراهیمی دینانی. حسن امداد. ناصر پورپیرار، محمد مهدی جعفری. غلامعلی حداد عادل علی محمد حق شناس. اصغر دادبه.محمدرضا راشد محصل. محمود روح الامینی. عبدالحسین زرین کوب. جعفر شعار. محمود عبادیان. محمودقراگزلو. نورالله کسایی. مهدی محقق. رحیم مسلمانیان. مهشید مشیری. عطاءالله مهاجرانی. ایرج وامقی. هوشنگ فتی                                  | پوستر یادروز سعدی. سال ۱۳۷۷  |
| ۱۳۷۸        | عباس امانت. نصرالله پورجوادی. سعید حمیدیان. عبدالرسول خیراندیش اصغر دادبه. حمید دباشی. منصور رستگار فسایی. سیروس شمیسا. میرزا شکورزاده. محمد قراگزلو. عباس میلانی. صادق همایونی.محمد جعفر یاحقی | یادروز سعدی ۱۳۷۸             |
| ۱۳۷۹        | محمد ابراهیم انصاری لاری.ناصر پورپیرار. سعید حمیدیان. عبدالرسول خیراندیش. عبدالعلی دستغیب. منصور رستگار فسایی. علی رواقی. احمد سمیعی. رضا شهبانی . مسعود فرزاد. الهام کرمی زاده. میر جلال الدین کزازی .مهدی محقق. مهشید مشیری. رضا شعبانی . منوچهر دانش پژوه                                                                                           | پوستر یادروز سعدی سال ۱۳۷۹   |
| ۱۳۸۰        | محمد ابراهیم انصاری لاری. هلن اولیایی نیا. بهروز ثروتیان. پرویز خائفی. عبدالرسول خیر اندیش. منصور رستگار فسایی. احمد سمیعی. علی اصغر شعردوست. محمود عبادیان الهام کرمی زاده. کریستینا گریجو. مهشید مشیری. ضیا موحد. ابوطالب میر عابدینی فرح نیازکار | پوستر یادروز سال ۱۳۸۰        |
| ۱۳۸۱        | نعمت الله ایران زاده محمد ابراهیم باستانی پاریزی. کاووس حسن لی. سعید حمیدیان. عباس خائفی. اصغر دادبه. کنتس دونوای. هاشم رجب زاده. محمود روح الامینی. علی سامی. ابراهیم قیصری. الهام کرمی زاده. میر جلال الدین کزازی. احمد مسجد جامعی. احمد مهدوی دامغانی. فرح نیازکار                                                                                  | پوستر یادروز سعدی سال ۱۳۸۱   |
| ۱۳۸۲        | غلامحسین ابراهیمی دینانی. محمد ابراهیم انصاری لاری.هلن اولیایی نیا .محمدجواد بهروزی .عزت الله پورجوادی بهروزثروتیان.سعید حمیدیان اصغر دادبه محمود روح الامینی.اکبر صیادکوهمحمد قرهگزلو. ابراهیم قیصری خسروناقد محمد یوسف نیری | پوستر یادروز سعدی ۱۳۸۲       |
| ۱۳۸۳        | غلامحسین ابراهیمی دینانی. سعید حمیدیان. بهاالدین خرمشاهی. اصغر دادبه. اکبر صیادکوه. کامیار عابدی. الهام کرمی زاده. میرجلال الدین کزازی. اکبر نحوی. فرح نیازکار | پوستر یادروز سعدی . سال ۱۳۸۳ |
| ۱۳۸۴        | حسن انوری بهروز ثروتیان نجف جوکار سعید حمیدیان اصغر دادبه. صدرا ذوالریاستین. مریم زیبایی نژاد. محمود عبادیان. محمدرضا قنبری. مهشید مشیری. اکبر نحوی حسن نکوروح | پوستر یادروز سعدی سال ۱۳۸۴   |
| ۱۳۸۵        | محمدرضا امینی . محی‌الدین حائری شیرازی . کاووس حسن لی.سعید حمیدیان. اصغر دادبه. منصور رستگار فسایی. لیلا روغنگیری. هوشنگ رهنما. عبدالحسین زرین کوب. محمدحسین صفارهرندی. عمران صلاحی. محمود عبادیان. سعید قهرمانی. ضیا موحد. سید فضل الله میرقادری . فرح نیازکار                                                                                         | پوستر سعدی سال ۱۳۸۵          |
| ۱۳۸۶        | غلامحسین ابراهیمی دینانی.غلامرضا افراسیابی .اطهر تجلی اردکانی .محسن جعفری مذهب. کاووس حسن لی. سعید حمیدیان. عبدالرسول خیراندیش. هیبت الله مالکی. کیوان مددی. حسین معصومی همدانی. ضیا موحد. [حمیده نوح پیشه]]. | یادروز سعدی سال ۱۳۸۶         |
| ۱۳۸۷        | علی محمد حق شناس. سعید حمیدیان. فاطمه عابدی. کامیار عابدی . محمود عبادیان. امید علی احمدی. فاطمه علیزاده. عزت الله فلادوند. محمد قراگزلو. امید کاگری. میرجلال الدین کزازی. فرزانه معینی. حسن میرعابدینی. محمد یوسف نیری. جلال الدین همایی | یادروز سعدی ۱۳۸۷             |
| ۱۳۸۸        | غلامحسین ابراهیمی دینانی. هاشم جاوید. سعید حمیدیان. اصغر دادبه. علی دشتی. احمدعلی رجایی. احمد سمیعی. سیروس شمیسا. علی اشرف صادقی. عمران صلاحی. فاطمه علیزاده. ابراهیم قیصری. فرح نیازکار. محمدعلی همایون کاتوزیان. حبیب یغمایی. غلامحسین یوسفی | پوستر سعدی ۱۳۸۸              |
| ۱۳۸۹        | محمدرضا برزگر خالقی. نصرالله پورجوادی. مریم حسینی. سعید حمیدیان. رضا داوری اردکانی. عبدالعلی دستغیب. هوشنگ رهنما. رضا شعبانی. صفر عبدالله. فاطمه علیزاده. محمود فتوحی. معصومه قدیری نژاد. ناصر قلی سارلی. مهدی محبتی. علی محمدی. ضیا موحد. امیرعلی نجومیان. فرح نیازکار. محمد یوسف نیری.                                                               | پوستر یادروز سعدی ۱۳۸۹       |
| ۱۳۹۰        | موسی اسوار. محمد ابراهیم باستانی پاریزی. حسن بلخاری قهی. مریم حسینی. اصغر دادبه. علی دشتی. منصور رستگار فسایی. سید جعفر شهیدی. میلاد عظیمی. فاطمه علیزاده. محمود فتوحی .میرجلال الدین کزازی. مهدی محقق. معصومه معدن کن. محمد علی موحد. ضیا موحد. فرح نیازکار                                                                                           | پوستر سعدی سال ۱۳۹۰          |
| ۱۳۹۱        | غلامحسین ابراهیمی دینانی. غلامرضا اعوانی. جویا جهانبخش. . رضا داوری اردکانی. منصور رستگار فسایی. محمدرضا شفیعی کدکنی. سیروس شمیسا. فاطمه علیزاده. فرح نیازکار .محمد رضا خالصی | یادروز سعدی سال ۱۳۹۱         |
| ۱۳۹۲        | مهدی برهانی .مصطفی چیچکلر حسن ذوالفقاری. فاطمه علیزاده. حجابی کرلانگیچ. محمدجعفر محجوب. امیرعلی نجومیان. | پوستر یادروز سعدی ۱۳۹۲       |
| ۱۳۹۳        | احمد آصف. جویا جهانبخش. اصغر دادبه. سیروس شمیسا. محمد طاهری. فاطمه علیزاده. میر جلال الدین کزازی. مصطفی مرتضایی کمری. علیرضا نبی لو. فرح نیازکار. محمد علی همایون کاتوزیان | پوستر یادروز سعدی ۱۳۹۳       |
| ۱۳۹۴        | عبدالعلی ادیب برومند. منصور پایمرد. جویا جهانبخش اصغر دادبه. وحید سبزیان پور. احمد سمیعی. داریوش شایگان. محمدرضا شفیعی کدکنی. سید جواد طباطبایی. فاطمه علیزاده. نسرین فقیه ملک مرزبان. کوروش کمالی سروستانی. مصطفی مستور. ضیا موحد. محمد پارسا نسب. یدالله جلالی پندری. رضا داوری اردکانی. حسن ذولفقاری. منصور رستگار فسایی. علیرضا فولادی. مهدی محبتی | پوستر یادروز سعدی ۱۳۹۴       |
| ۱۳۹۵        | محمد ابراهیم انصاری لاری. علامه محمدتقی جعفری. نااومی شیمیزو. سید جواد طباطبایی. کامیار عابدی. رضا فرخ فال. کوروش کمالی سروستانی. فتح الله مجتبایی. ضیا موحد. جعفر موید شیرازی. فرح نیازکار.صایر امامی. بهادر باقری. حسن بلخاری. صادق عسکری. نسرین فقیه ملک مرزبان. صادق همایونی                                                                       | پوستر یادروز سعدی ۱۳۹۵       |
| ۱۳۹۶        | محمدجعفر امیر محلاتی. کاوه بهبهانی. جویا جهانبخش. اصغر دادبه. احمد سمیعی. فاطمه علیزاده. ابوالقاسم فروزانی. یدالله کابلی خوانساری. کوروش کمالی سروستانی. آزاد محمودی. ضیا موحد. بدری آتابای. محمود فتوحی رودمعجنی. احمد کتابی. آرتور ایمانوئل کریستین سن. فرح نیازکار. احمد وحدانی فر. حمید یزدان پرست.                                                | پوستر یادروز سعدی ۱۳۹۶       |
| ۱۳۹۷        | غلامحسین ابراهیمی دینانی. احمد اکبرپور. اشرف بروجردی. اصغر دادبه. سید مهدی زرقانی. شمس لنگرودی. فاطمه علیزاده. کوروش کمالی سروستانی. بهرام گرامی. غلامرضا مدرس زاده. مصطفی ملکیان. جعفر موید شیرازی. | پوستر یادروز سعدی ۱۳۹۷       |
| ۱۳۹۸        | زیبا اشراقی. محمدابراهیم انصاری لاری. هلن اولیایی نیا. جواد بشری. منصور پایمرد. نصرالله پورجوادی. اصغر دادبه. حسن ذالفقاری.. فاطمه علیزاده. محمد حسین کرمی. کوروش کمالی سروستانی. حسین معصومی همدانی. مریم میرزاده. عباس میلانی. امین رضا نوشین. فرح نیازکار. محمدعلی همایون کاتوزیان.                                                                 | پوستر سعدی ۱۳۹۸              |
| ۱۳۹۹        | مرتضی جعفری. کاووس حسن لی . اصغر دادبه . فریده داوودی رودمعجنی. مجدالدین کیوانی. جعفر شجاع کیهانی. حسن میرعابدینی . اکبر نحوی. نجمه نظری |                              |
| ۱۴۰۰        | داوود پور مظفری . محمدجعفر جعفری لنگرودی. سمیه رامش. منصور رستگار فسایی. سیدمهدی زرقانی. ژی.ام.تانکوانی. علی اصغر سعیدی. احمد سمیعی گیلانی. محمود عابدی. فاطمه علیزاده. نسرین فقیه ملک مرزبان. کوروش کمالی سروستانی. مهدی ماحوزی. ناهید نوروزی. فرح نیازکار                                                                                            | ۱۴۰۰-نهایی                   |
| ۱۴۰۱        | محمدرضا امینی. کاوه بهبهانی. نصرالله پورجوادی. محمدجعفر جعفری لنگرودی. سیدمحمدمهدی جعفری. اصغر دادبه. عبدالعلی دستغیب. سعید رحیمیان. نایب شیرازی. همایون کاتوزیان. میرجلال الدین کزازی. کوروش کمالی سروستانی. سید مصطفی محقق داماد. حسین محمودی. عبدالرضا مدرس زاده. سید علی میرفتاح . فرح نیازکار                                                     | Poster 1401                  |
| ۱۴۰۲        | احمد اکبرپور. محمد ابراهیم انصاری لاری .محمدنوید بازرگان. شاپور جورکش. فرهاد حسن زاده. ابوتراب خسروی. اصغر دادبه. عبدالعلی دستغیب. جواد دهقانیان. مریم شبانی. امین فقیری. محمد کشاورز. کوروش کمالی سروستانی. مصطفی مستور. امین رضا نوشین. فرح نیازکار                                                                                                  |                              |
|             | [ ۱۸ ] |                              |